# 山形雄介
山形 雄介（やまがた ゆうすけ、1986年7月14日 - ）は、岩手県盛岡市生まれ、宮城県仙台市育ち の元サッカー選手。ポジションはDF。

## 来歴
2008年に湘南ベルマーレに入団内定していたが、取り消されたためベガルタ仙台の入団テストを受けるも 不合格となり、2009年の開幕直前に佐川印刷SCへの入部が決まった。この年はすぐにレギュラーに定着した。
しかし2010年はわずか3試合の出場に止まり、同年限りで佐川印刷を退団した。
2011年に当時関東サッカーリーグ2部のSC相模原に完全移籍した。しかし左ひざ靭帯の怪我により、出番のないままチームを戦力外通告となった。2012年は座間市に在住し浪人生活を送り、アルバイトをしながら相模原麻溝公園でトレーニングを続けた。
2013年、インド・Iリーグ2部のDSK シバジアンズに入団内定していたが、取り消されたため当時東京都社会人サッカーリーグ2部のHBO東京に入団し、同シーズンのプレイを続けた。
2014年はカンボジア・メトフォン・Cリーグのビルド・ブライト・ユナイテッドと契約。同年9月からは、ラオス・リーグのラオ・ランサーン・イントラFCに所属。2015年より同リーグのEDL FCに所属。
2016年1月、インド・Iリーグ1部のシロン・ラジョンFCにトライアウトを経て加入。
2016年7月、東京23FCに移籍。同年12月、退団が発表された。
2017年、フィリピン・フットボールリーグのスタリオン・ラグナFCに移籍するも、同年限りで引退。

## 所属クラブ
- FCみやぎバルセロナユース (宮城県仙台第二高等学校)
- 中央大学サッカー部
- 2009年 - 2010年  佐川印刷SC
- 2011年  SC相模原
- 2013年  HBO東京
- 2014年 - 同年7月  ビルド・ブライト・ユナイテッド
- 2014年9月 - 12月  ラオ・ランサーン・イントラFC
- 2015年  EDL FC
- 2016年1月 - 同年7月  シロン・ラジョンFC
- 2016年7月 - 同年12月  東京23FC
- 2017年  スタリオンFC

## 個人成績
| 国内大会個人成績 | 国内大会個人成績 | 国内大会個人成績 | 国内大会個人成績 | 国内大会個人成績 | 国内大会個人成績 | 国内大会個人成績 | 国内大会個人成績 | 国内大会個人成績 | 国内大会個人成績 | 国内大会個人成績 | 国内大会個人成績 |
| 年度             | クラブ           | 背番号           | リーグ           | リーグ戦         | リーグ戦         | リーグ杯         | リーグ杯         | オープン杯       | オープン杯       | 期間通算         | 期間通算         |
| 年度             | クラブ           | 背番号           | リーグ           | 出場             | 得点             | 出場             | 得点             | 出場             | 得点             | 出場             | 得点             |
| 日本             | 日本             | 日本             | 日本             | リーグ戦         | リーグ戦         | リーグ杯         | リーグ杯         | 天皇杯           | 天皇杯           | 期間通算         | 期間通算         |
| ---------------- | ---------------- | ---------------- | ---------------- | ---------------- | ---------------- | ---------------- | ---------------- | ---------------- | ---------------- | ---------------- | ---------------- |
| 2009             | 佐川印刷         | 29               | JFL              | 26               | 0                | -                | -                | 2                | 0                | 28               | 0                |
| 2010             | 佐川印刷         | 29               | JFL              | 3                | 0                | -                | -                | 1                | 0                | 4                | 0                |
| 2011             | 相模原           | 25               | 関東2部          | 0                | 0                | -                | -                | -                | -                | 0                | 0                |
| 通算             | 日本             | 日本             | JFL              | 29               | 0                | -                | -                | 3                | 0                | 32               | 0                |
| 通算             | 日本             | 日本             | 関東2部          | 0                | 0                | -                | -                | -                | -                | 0                | 0                |
| 総通算           | 総通算           | 総通算           | 総通算           | 29               | 0                | -                | -                | 3                | 0                | 32               | 0                |

## 代表・選抜歴
- U-15日本代表候補
- 国体宮城代表